# Arrondissement Château-Gontier
Arrondissement Château-Gontier (fr. Arrondissement de Château-Gontier) je správní územní jednotka ležící v departementu Mayenne a regionu Pays de la Loire ve Francii. Člení se dále na sedm kantonů a 71 obcí.

## Kantony
- Bierné
- Château-Gontier-Est
- Château-Gontier-Ouest
- Cossé-le-Vivien
- Craon
- Grez-en-Bouère
- Saint-Aignan-sur-Roë